# Kasteel Haultepenne

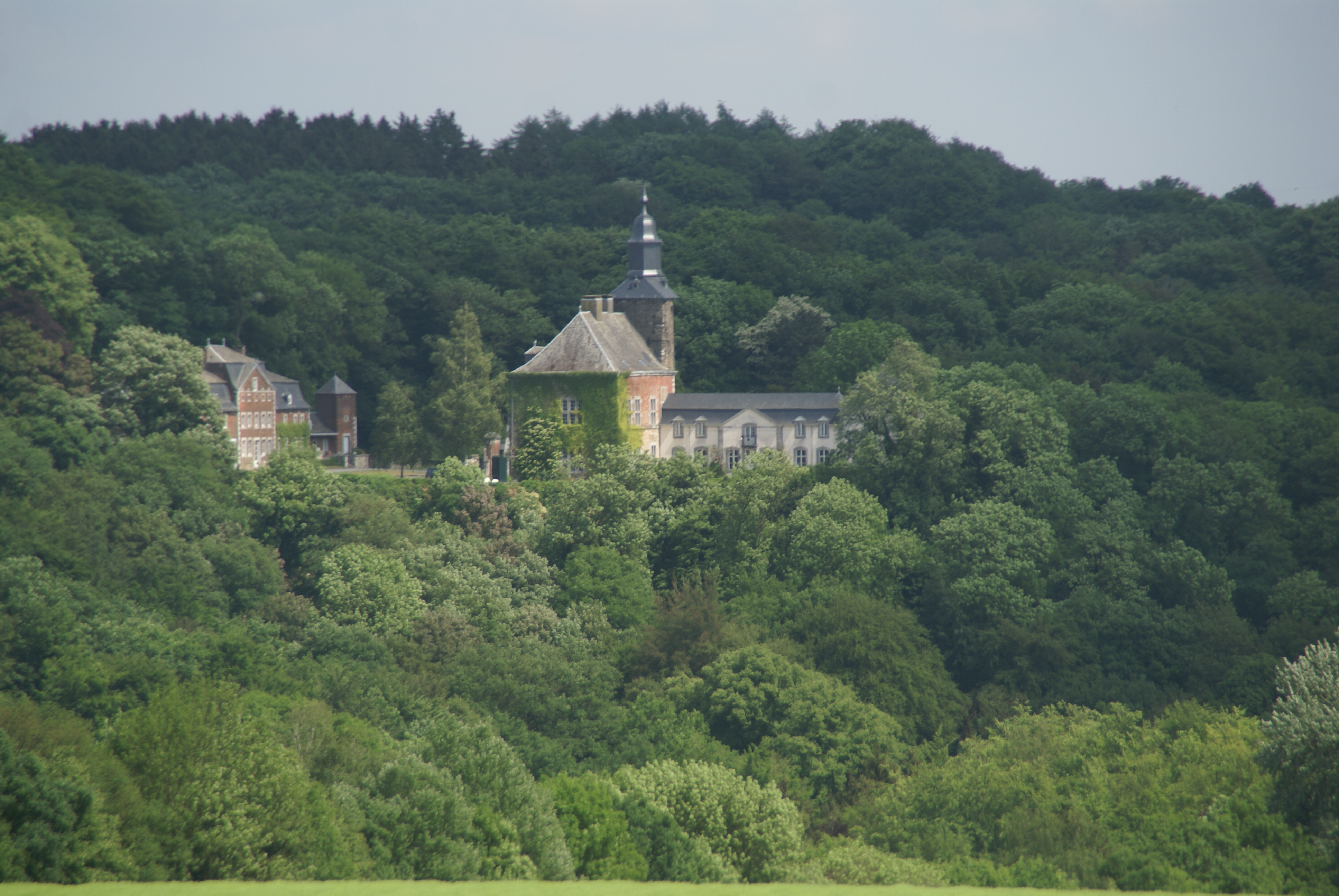
Kasteel Haultepenne

Kasteel Haultepenne (ook: Hautepenne of Houtepenne) is een kasteel in de buurtschap Gleixhe in de gemeente Flémalle. Het bestaat uit een middeleeuwse toren, een hoofdgebouw in Maaslandse renaissance en een 18e-eeuwse achterkant. Het kasteel is schilderachtig gelegen op een hoge rots te midden van een bosrijke omgeving. Ook is er een park bij het kasteel aangelegd.
Aan de naam van het kasteel is de Furie van Houtepen verbonden: de verovering van de stad Breda door Claudius van Berlaymont, heer van Haultepenne.